# Аделебзен
Аделебзен (нім. Adelebsen) — сільська громада в Німеччині, розташована в землі Нижня Саксонія. Входить до складу району Геттінген.
Площа — 75,85 км2. Населення становить 6170 ос. (станом на 31 грудня 2021).